# Le Marillais
Le Marillais és un municipi francès situat al departament de Maine i Loira i a la regió de País del Loira. L'any 2007 tenia 952 habitants.

## Demografia

### Població
El 2007 la població de fet de Le Marillais era de 952 persones. Hi havia 350 famílies de les quals 75 eren unipersonals (31 homes vivint sols i 44 dones vivint soles), 115 parelles sense fills, 138 parelles amb fills i 22 famílies monoparentals amb fills.
La població ha evolucionat segons el següent gràfic:
Habitants censats

### Habitatges
El 2007 hi havia 378 habitatges, 347 eren l'habitatge principal de la família, 17 eren segones residències i 14 estaven desocupats. 365 eren cases i 13 eren apartaments. Dels 347 habitatges principals, 246 estaven ocupats pels seus propietaris, 99 estaven llogats i ocupats pels llogaters i 2 estaven cedits a títol gratuït; 2 tenien una cambra, 19 en tenien dues, 54 en tenien tres, 89 en tenien quatre i 183 en tenien cinc o més. 288 habitatges disposaven pel capbaix d'una plaça de pàrquing. A 144 habitatges hi havia un automòbil i a 181 n'hi havia dos o més.

### Piràmide de població
La piràmide de població per edats i sexe el 2009 era:
| Homes | Edats   | Dones |
| ----- | ------- | ----- |
| 0     | 95 o +  | 8     |
| 4     | 90 a 94 | 8     |
| 8     | 85 a 89 | 12    |
| 12    | 80 a 84 | 4     |
| 16    | 75 a 79 | 28    |
| 12    | 70 a 74 | 32    |
| 4     | 65 a 69 | 4     |
| 20    | 60 a 64 | 24    |
| 28    | 55 a 59 | 20    |
| 24    | 50 a 54 | 16    |
| 24    | 45 a 49 | 16    |
| 16    | 40 a 44 | 12    |
| 16    | 35 a 39 | 8     |
| 48    | 30 a 34 | 24    |
| 28    | 25 a 29 | 36    |
| 20    | 20 a 24 | 20    |
| 12    | 15 a 19 | 12    |
| 16    | 10 a 14 | 8     |
| 24    | 5 a 9   | 20    |
| 20    | 0 a 4   | 20    |

## Economia
El 2007 la població en edat de treballar era de 572 persones, 444 eren actives i 128 eren inactives. De les 444 persones actives 412 estaven ocupades (239 homes i 173 dones) i 33 estaven aturades (10 homes i 23 dones). De les 128 persones inactives 59 estaven jubilades, 27 estaven estudiant i 42 estaven classificades com a «altres inactius».

### Ingressos
El 2009 a Le Marillais hi havia 376 unitats fiscals que integraven 1.021 persones, la mediana anual d'ingressos fiscals per persona era de 15.755 €.

### Activitats econòmiques
Dels 28 establiments que hi havia el 2007, 1 era d'una empresa alimentària, 2 d'empreses de fabricació d'altres productes industrials, 9 d'empreses de construcció, 3 d'empreses de comerç i reparació d'automòbils, 3 d'empreses de transport, 2 d'empreses d'hostatgeria i restauració, 1 d'una empresa d'informació i comunicació, 2 d'empreses immobiliàries, 2 d'empreses de serveis i 3 d'empreses classificades com a «altres activitats de serveis».
Dels 13 establiments de servei als particulars que hi havia el 2009, 1 era un taller de reparació d'automòbils i de material agrícola, 2 paletes, 4 fusteries, 1 lampisteria, 1 electricista, 2 perruqueries i 2 restaurants.
L'únic establiment comercial que hi havia el 2009 era una fleca.
L'any 2000 a Le Marillais hi havia 20 explotacions agrícoles que ocupaven un total de 737 hectàrees.

## Equipaments sanitaris i escolars
El 2009 hi havia una escola elemental.

## Poblacions més properes
El següent diagrama mostra les poblacions més properes.